# アルザス語
アルザス語（アルザス語: Elsässisch, Elsässerditsch、標準ドイツ語: Elsässisch, Elsässerdeutsch、フランス語: Alsacien）は、フランス北東部のアルザス地方で使用されるドイツ語系（アレマン語系）を祖語とするアルザス人によって話される一方言。アルザス地方では人口の43%が現在も流暢なアルザス語を話す。
アルザス地方がこれまで独仏の間の抗争にある故にフランス国内にあるドイツ語系の言語という複雑な事情を持ち、戦後のフランス語教育の強化などが相まって絶滅に瀕した言語となっている。
日本では「最後の授業」に関する論争で一時的ではあるが注目された。

## 概要
アルザス語は高地ドイツ語のうちの上部ドイツ語のうちアレマン語系低地アレマン語に属する上ライン・アレマン語の一方言でそれを基盤としながらライン・フランケン語の特徴を組み合わせた都市方言となっており、地元のアルザス人によって話されている。アルザス・ドイツ語とも呼称される。
また、ドイツ・バーデン＝ヴュルテンベルク州の東部にあるシュヴァーベン地方で使用される方言よりも、西部にあるシュヴァルツヴァルト（黒い森）を含むバーデン地方に属するスイス国内で使用される方言に近い。
アルザスと言われるバ・ラン県とオ・ラン県で使用されているゲルマン系方言を一般的にアルザス語と呼ぶがアルザス語というのは平準化された均一な言語ではなく現在の位としては方言である。

## 歴史
451年にアレマン人の手によって古代ローマ帝国の要塞都市アルゲントラトゥム（現ストラスブール）が壊滅的に破壊される戦いが発生した。そしてストラスブールを中心にアレマン人はアルザスに定住した。
496年にアルザス地方はフランク王国王クローヴィス1世によって征服された。そこでアルザス地方のアレマン人は独自の文化を形成していった。そしてその一つとして西ゲルマン語系アレマン語からの派生としてアルザス語が誕生することとなった。
その後1230年頃にザンクト・ゴットハルト峠が開通し、ライン川の水運を利用しヨーロッパの南北を商業ルートの核としてアルザス地方は大発展した。また2世紀頃から行われていたアルザス地方のワイン生産も最盛期を迎えようとしており、この大きな利益を生むアルザス地方をめぐり仏独は抗争を続け、それがアルザス語にも大きな影響を与えることとなる。一方で「阿呆船」には「その文化的輝きの絶頂に達していた」という文章がある。
一方でフランス語がその当時においてもアルザス地方に浸透していたかというと疑問である。おおよそアルザスの西側の境目を作り上げているヴォージュ山脈によって言語の境界が9世紀頃にはもう作られていたと思われている。
1648年にヴェストファーレン条約が結ばれ、正式にアルザスの大半はフランスのものとなり、公用語としてフランス語が導入されるようになった。しかし、この段階ではフランス語はあくまで上層階級のものであり、民衆たちの間では依然としてドイツ語系の言語が幅を利かせていた。それはアルザス語もそうである。
そしてその後フランス人となったアルザス語話者たちはフランス革命やナポレオン戦争の中で戦いながらも、普仏戦争、ナチス・ドイツによって2度アルザスはドイツのものとなる。ドイツ帝国統治下ではアルザス地方の公用語に再びドイツ語が用いられることになったわけだが、2言語使用の是非や言語対立が生まれた。その後フランスのもとへ返還されると当然であるがドイツ語は捨てられフランス語が重視されるようになるわけだが、それによってアルザス方言も政策上軽視されるようになり政府とアルザス語話者の間に出来た対立は深くなった。ナチス政権下ではフランス的なものはすべて排除されるようになった。その中には言語ももちろんありフランス語も排除されていった。
ナチス政権下のアルザス＝ロレーヌにおいては当たり前ではあるがドイツ語やアルザス語の勉強などもできるわけだが、フランス全体で見ても言語として大きな出来事が起きる。ナチスの傀儡国家のヴィシー政権のフランスが学校で正規の授業時間外に、地域言語を選択で教えることを表明したのだ。フランス人はフランス人としてのアイデンティティを、フランス語を保存し芙しく話すことに閥いているという面や、当時の教育面でも地域言語が抑圧されている当時のフランスにおいてこれは地域言語（母語）の復権がなされたということである。

## 問題

### 話者数
話者数は年で言うと以下のような数であり、全体的に人数は減少傾向にあるが、若干回復している。割合数値で見ても現在がアルザス地方の43％が使っているのに対して、第一次世界大戦以前までは94％もあったため減少してることがわかる。フランス国内で言えば1.44%が地域言語として使っており地域言語としては最も多いのだが、いずれにせよ減少傾向にある(フランスの言語参照)。
- 1985年 - 130万人
- 1999年 - 548000人(INSEE調べ・成人話者のみ)
- 2004年 - 54.5万人
- 2011年 - 100万以上

地域ごとにみると1993年に調べられた情報を基にすると上アルザス（オー＝ラン県）で言うと、都市ミュルーズで児童の2％、県庁所在地コルマールであっても児童の4％しかアルザス語の知識を有していない。他であってもゲブヴィレール、タンで7％程度である。
アルザスを代表する作家アンドレ・ヴェックマンは下のようなまさにこの話者数を物語るような詩を書いている。
| ｢歌われなくなれば、歌がどんなに愛しいのか誰が知ろうか。 撫でられなくなれば、肌がどんなに柔らかいのか誰が知ろうか。 理解されなくなれば、故郷がどんなに暖かいのか誰が知ろうか。｣ |
| —（Finck／Weckmann ／Winter 1981： 108） |

### 要因
長年のフランスによる支配からアルザス語は他のドイツ語方言に比べて、フランス語からの外来語が多くならざるを得なかった。例えば、「雨傘」を意味する語は標準ドイツ語の Regenschirm とは大きく異なり、フランス語の parapluie の訛った形である Barabli であることが指摘される。しかしなお大部分の語彙はドイツ語系である。
フランスでの反独感情から第二次世界大戦後長い間にわたって、アルザスでは初等教育の段階でドイツ語教育がほとんど行われなかったほか、フランス語教育が強化され、アルザス地方内で流通する新聞の児童向け紙面など、児童向けや若者向けの出版物では専らフランス語が使用されるなど、公の場でのドイツ語やアルザス語排除の風潮が続いた。
また、アルザス人側のナチス・ドイツに対する嫌悪感とそれに伴うドイツ文化一般に対する忌避的感情から、アイデンティティの証しの要であった方言まで放棄しようとする風潮が生まれたことも要因の一つである。この方言の廃棄という風潮が最も顕著に表れていたアルザス語が使われている地域としてスイスに近いアルザス南部がある。
また、北部のアルザスワイン街道や街道沿いにおいても外国人労働者を含む外部からの労働力に依存する傾向にあるため意思疎通のためにフランス語が使われるようになり、これにおいてもアルザス語の減少となっている。結果的に今でもアルザス語が残っているマンステールの谷、スンゴー地域を除いて殆どの地域でフランス語の普及を引き換えにアルザス語が事実上消滅状態にある。
このようなアルザス語が使われる地帯の歴史から、アルザス語の研究なども行っているフレデリック・オッフェはフラマン語やワロン語、レートロマン語を「複数の文明が共存している」と述べたのに対してアルザスは長らくの政治的な面から「それら（複数の文明）が合流している」と述べており、三木一郎はこれを「これは「文明」という言葉を「言語」に入れ替えても考えることができる。」としている。
ここで注意すべき点であるがアルザス語というのはアルザス人からしては母語（第一言語）ではあるが、母国語ではないことである。分かり易く言えば日本語を通常の日常会話等では使用するがあくまで国語等の勉強で使う言語、新聞などがすべて英語で書かれているのと同様である。そしてここから、勉強したくなくとも英語をわかるようになる。これと同様にアルザス人もアルザス語とフランス語の二言語併用者になるのである。

### 対策
1999年、地域言語を重視する、いわゆるジョスパン改革によって誕生したジョスパン法や2005年に誕生したフィヨン法によって幼稚園や初等教育の段階でドイツ語教育が行われるようになったが、それ以前の第二次世界大戦後の教育然り戦時中の言語的・社会的体験等の名残もあって現在でも、世代が下るほどアルザス語を母語とせず、フランス語を母語とする者が多くなる傾向が続いている。
地域言語重視の中でも代表的な政策である「バイリンガル教育」もアルザスではフランス語とドイツ語を対象に行っており、2000年には当時のジャック・ラング国民教育大臣とアルザス語話者代表者との間に「アルザス地方のバイリンガル教育導入に関する協約」という協約を結んで2006年までに幼児教育・初等教育においてアルザス地方語の教育・教師の育成を行うことを記述している。またこの「母語+2言語」教育は複文化・複言語主義を掲げる欧州評議会のヨーロッパ言語共通参照枠の考え方を採用したもので、アルザス語含みそれ以外であっても地方言語の保護等のためにこの教育方法を行うことが欧州言語年で提唱されている。

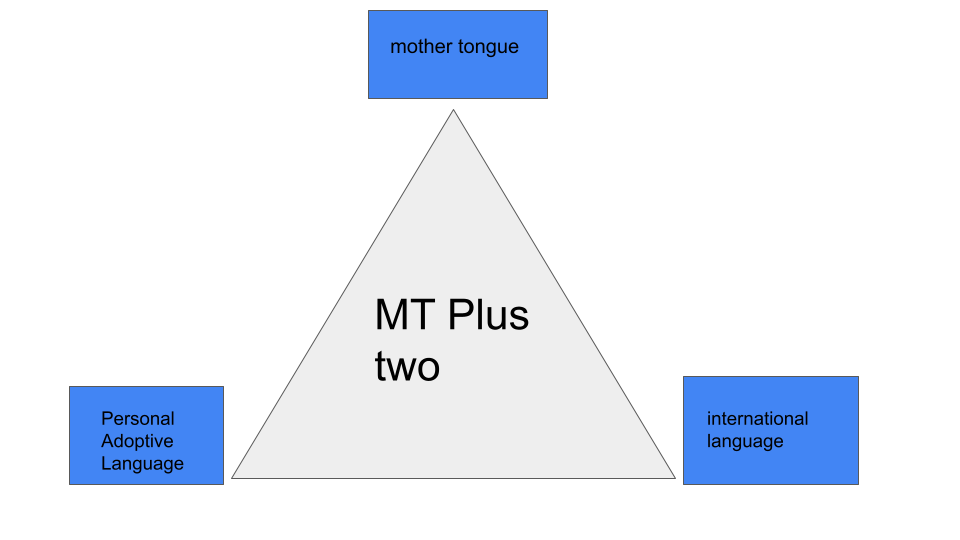
「母語+2言語」教育の概要。三角形（MT Plus two）というのは母国語＋2言語の意味で、この教育の根幹。mother tongueは母国語、international languageは万国共通の言語、そしてPersonal Adoptive Languageとはアルザス語等といった個人の意思に基づいて選ばれる言語を指す。

この協定はEU域内における英語支配に反対しているフランスがマーストリヒト条約の批准するために行われたフランスの「多言語主義政策」の一環でもある。一方この政策の力によって地方の言語の復権に弾みがつき、コルシカ語は正式に方言から地方語とされたに関わらずアルザス語はいまだに方言のままである。

### 地位
注釈1にも書かれているように1992年からフランス共和国憲法第2条において「フランスの公用語はフランス語である」であるとされた。同時にフランスは「地方言語または少数言語のための欧州憲章」に署名はしているが批准はしておらず、アルザス語はこの憲章において保護・促進の対象にはなっていない。
また、アンリ・ジオルダンは多言語主義についての本に、EUが憲章、そのほかにおいても掲げている「ナショナルな言語の多様性を担保する政策」は少数言語保護とは矛盾しうるものであり、EUの一連の行動から成る歩みは「国家の言語による多言語主義」に留まってるに過ぎないと書いている。

## 音韻論

### 子音
アルザス語には19の子音がある。
|      | 唇     | 歯茎 | 後部歯茎 | 硬口蓋 | 軟口蓋    | 口蓋垂 | 声門 |
| ---- | ------ | ---- | -------- | ------ | --------- | ------ | ---- |
| 鼻   | [m]    | [n]  |          |        | [ŋ]       |        |      |
| 破裂 | [b̥]    | [d̥]  |          |        | [ɡ̊], [kʰ] |        |      |
| 破擦 | [pf]   | [ts] | [tʃ]     |        |           |        |      |
| 摩擦 | [f, v] | [s]  | [ʃ]      | [ç]    | ([x])     | [ʁ]    | [h]  |
| 接近 | [ʋ]    | [l]  |          | [j]    |           | [ʁ]    |      |

/kʰ/と/h/は、単語または形態素の先頭であり、かつ後に母音が続く場合にのみ出現し、/ŋ/は単語または形態素の先頭には立たない。

### 母音
|          | 前舌 | 前舌 | 中舌  | 後舌    |
| -------- | ---- | ---- | ----- | ------- |
| 狭       | [i]  | [y]  |       | [u]     |
| 広めの狭 | [ɪ]  | [ʏ]  |       | [ʊ]     |
| 半狭     | [e]  | [ø]  | ([ə]) | [o]     |
| 半広     | [ɛ]  | [œ]  |       | [ɔ]     |
| 広       | [æ]  | [æ]  | [a]   | [ɑ ~ ɒ] |

短母音: /ʊ/, /o/, /ɒ/, /a/ (ストラスブールでは[æ]), /ɛ/, /ɪ/, /i/, /y/.
長母音: /ʊː/, /oː/, /ɒː/, /aː/, /ɛː/, /eː/, /iː/, /yː/

## 正書法
| 大文字  | A        | B   | C        | D   | E              | F   | G   | H   | I   | J   | K   | L   | M   | N        | O   | P   | Q   | R             | S   | T   | U   | V        | W        | X    | Y                    | Z   | Ä   | À         | Ë   | É   | È   | Ì   | Ö   | Ü   | Ù   |
| 小文字  | a        | b   | c        | d   | e              | f   | g   | h   | i   | j   | k   | l   | m   | n        | o   | p   | q   | r             | s   | t   | u   | v        | w        | x    | y                    | z   | ä   | à         | ë   | é   | è   | ì   | ö   | ü   | ù   |
| IPA表記 | /a/, /ə/ | /b̥/ | /k/, /ɡ̊/ | /d̥/ | /e/, /eː/, /ə/ | /f/ | /ɡ̊/ | /h/ | /i/ | /j/ | /k/ | /l/ | /m/ | /n/, /ŋ/ | /o/ | /p/ | /k/ | /ʁ/, /ʁ̞/, /ʀ/ | /s/ | /t/ | /u/ | /v/, /f/ | /ʋ/, /v/ | /ks/ | /ʏ/, /yː/, /ɪ/, /iː/ | /z/ | /ɛ/ | /ɑ/, /ɑː/ | /æ/ | /e/ | /ɛ/ | /ɪ/ | /ø/ | /y/ | /ʊ/ |

CとQ、Xは借用語のみで用いられる。Yは本来語でも用いられるが、もっぱら借用語で用いられる。

## 音韻対応

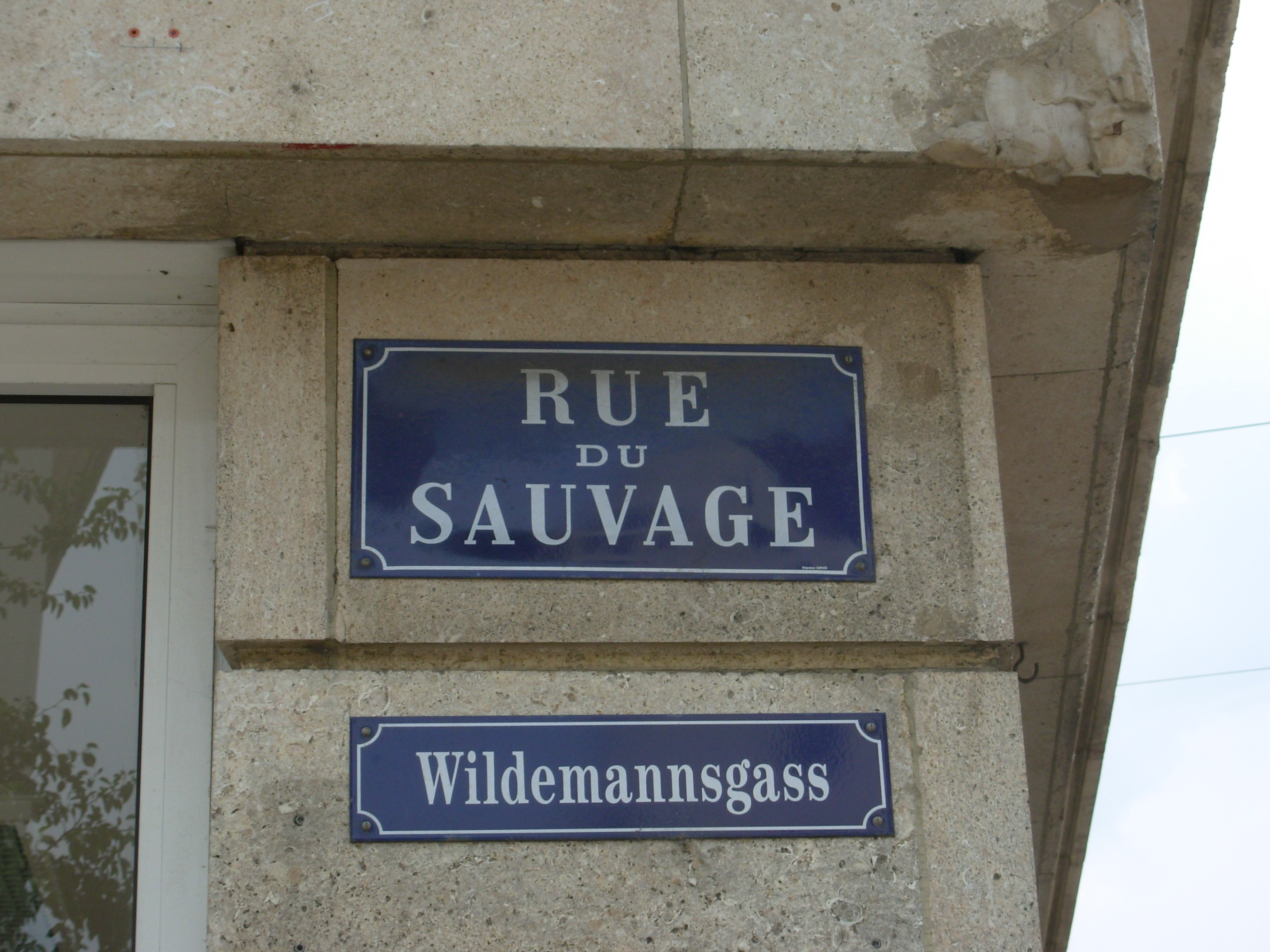
ミュルーズの看板（上:フランス語　下:アルザス語）

意味的、また音韻・通時的対応語の一覧表：
| 項目語 英語（< 古英語 OE）                                                                                               | アルザス語 | 標準ドイツ語（Standard German）（古高ドイツ語 OHG/ahd. < ゲルマン祖語） | （フランス語 < ラテン語） | シュヴァーベン語 Swabian |
| --- | ---------- | ----------------------------------------------------------------------- | ------------------------- | ------------------------ |
| Earth (< eorþe) 「地、土地」                                                                                             | ard        | Erde (< *erþō)                                                          | terre                     | erd                      |
| heaven (< hefon [hevon], heofon, hiofon) 「天、空」                                                                      | hemmel     | Himmel (< *χimin-)                                                      | ciel (chambre)            | hemml                    |
| water (< wætar) 「水」                                                                                                   | wàsser     | Wasser (< *wat-)                                                        | eau (< aqua) (ondine)     | wasser                   |
| fire (< fŷr) 「火」 | fihr       | Feuer (< *fūir)                                                         | feu                       | feier                    |
| man (< man, mann, mon, monn, pl.men, menn(/männ/)) 「人、夫」                                                            | mànn       | Mann, pl.Männer (< *mann(on)-)                                          | homme                     | mà                       |
| woman, pl.women [wimen] (< sing.wiman, pl./wĭmän/ < OE sing.wimmann, (<) wīfmann 'wife-man' cf.*Weibmann) ? 「女性、妻」 | frài       | Frau (< OHG (f.)frouwa < (m.)frō)                                       | femme                     | frau                     |
| eat (< et·an) 「食べる」                                                                                                 | ass·a      | ess·en (< *et·an)                                                       | manger                    | ess·a                    |
| drink (< drinc·an) 「飲む」                                                                                              | trenk·a    | trink·en (< *driŋk·an)                                                  | boire                     | trenk·a                  |
| big (< ON) great (< grēat) 「大きい」                                                                                    | groos      | groß (< *γrauta)                                                        | grand, grande             | graus                    |
| little clean (< clæ:ne) 「小さい」                                                                                       | klai       | klein (< *klaini)                                                       | petit, petite             | kloi                     |
| night (< niht [ni], neaht cf.Scots-E. nicht) 「夜」                                                                      | nàcht      | Nacht (< *naχt-)                                                        | nuit                      | nàcht                    |
| day (< dæġ) 「一日、日中、日」                                                                                           | däi        | Tag (< *daγar, daγaz)                                                   | jour                      | dàg                      |

## 文法

### 動詞

#### 全般
アルザス語における動詞は語幹＋不定詞の語尾-eでできている。この語尾-eはアルザス南部においては[a]と発音されるが、コルマール以北においてはドイツ語同様シュワ―を表す[ə]と発音される。では次に対応する語幹を持つ動詞の例を示す。
| 動詞   | 発音   | 語根   | 語尾 | 意味     |
| ------ | ------ | ------ | ---- | -------- |
| stelle | ʃtella | stell- | -e   | 縦に置く |
| mache  | mɔ:xa  | mach-  | -e   | 〇〇する |
| làwe   | làwe   | làw-   | -e   | 生きる   |

活用する際、不定詞の語尾は消え活用語尾の一つである人称語尾、つまり主語の人称に呼応して変化する語尾になる。

#### 文中
ドイツ語の方言ということで、アルザス語の構文はドイツ語・ゲルマン語の構文に近い。従って単純な題（テーマ）の場合、動詞は常に2番目の位置に置かれる。順序としては主語＋動詞＋目的語、場合によっては目的語＋動詞＋主語という順になっている。
例1：「彼は本を読んでいる」
er lest e Büech. - /aːr lɛːst a byːax/
例2：「今、彼は本を読んでいる」
Jetze lest er e Büech. - /je.tsa lɛːst.ər a byː.ax/
例1は主語＋動詞＋目的語の順、例2は状況補語＋動詞＋主語＋目的語の順となっており、主語の位置が変わっているが、どちらも動詞の位置は2番目に留まっている。

#### 小辞（前置詞）
まず重要な点としてドイツ語と同様にアルザス語も動詞に前置詞（フランス語:Particle）が付く場合がある。不定詞では動詞の前に置かれるが、屈折形（活用形）では、言語の逆行論理に従って、動詞から離れた位置に移動し、文末に移動する（『句動詞（フランス語）』を参照）。ではそれを前提として前置詞の種類を2つ下に示す。
- 前置詞は動詞の前にあり、動詞と結ばれる。例（文字/発音）でいえばstelle / ʃtela（置く、並べる）→ bestelle /bɛˈʃtela（命令する）や、steh /ʃtɛ（立つ、持つ）→versteh /ferʃtɛ（理解する）等。
- 分離可能な前置詞は、不定詞のときは動詞の前に、動詞が活用されると節末に移動する場合が多い。geh（行く）→awegeh（下がる）等

これらの分離可能または分離不可能な前置詞によっては、必ずではないが動詞の意味を大きく変えることもできる。
| 動詞      | 前置詞         | 意味                                                                                           |
| --------- | -------------- | ---------------------------------------------------------------------------------------------- |
| stelle    | -              | 配置する                                                                                       |
| bestelle  | be(分離不可)   | 注文・予約                                                                                     |
| anstelle  | an(分離可能)   | つける、開ける（蛇口）、置く（具体的に）、雇う（雇う）。                                       |
| abstelle  | ab(分離可能）  | 置く、消す、消す（家電）、消す（電源、水）、遠ざける（物）。                                   |
| instelle  | in(分離可能）  | 設置する、入れる、（中に）設置する、（電化製品を）調整する、雇う、従事する、（支払を）停止する |
| üsstelle  | üs(分離可能）  | 晒す、出す、置く、貼る、スイッチを切る                                                         |
| ufstelle  | ut(分離可能）  | 設置する、敷く、（-に）取り付ける、取り付ける、上げる、立てる（垂直に）。                      |
| vorstelle | vor(分離可能） | 呈する、表す、意味する                                                                         |

#### 動詞小辞
動詞小辞には3つのタイプがある。
- 分離不可能な動詞小辞（語幹に結合された状態でなければならない）。基本は発音にアクセントがない。
- 分離可能な動詞小辞（活用の際に分離）。基本的にアクセントあり。
- 混合（場合によっては分離）。

またいずれのタイプであっても接頭辞が付くと大きく語幹の意味が変わる。

##### 分離不可能な小辞
アルザス語には分離不可能な小辞がある。ここでは主に前置詞を表に書く。
| 前置詞  | 発音      | 例                                                                                            | 意味・詳細                                                                                 |
| ------- | --------- | --------------------------------------------------------------------------------------------- | ------------------------------------------------------------------------------------------ |
| be-, b- | [be], [b] | bestelle（命令する）・bsinne（記憶する）・behandle（扱う）・bemerke（気づく）                 | 広く使われている。普通名詞や他の動詞から他動詞をにする、動詞を作る接頭辞である。           |
| ver-    | [fər]     | versteh（理解する）・vergeh（通過する・消える）・verstelle（移動する）・verblinde（目を潰す） | 広く使われている。状態の終わり、完全な消失、（完全な）悪化、激化、変容、状態の変化を表す。 |
| zer-    | [tsər]    | zerbràche（粉砕）                                                                             | 何かの終了を意味し、分割、破壊等の言葉で使われる。                                         |
| ent-    | [entt]    | entsteh（作る）・entnàhme（奪う）                                                             | 削除、抽出、終了、突然の始まりなどを意味する。                                             |
| er-     | [er]      | ertrinke（溺れる）erschaffe（発展する）                                                       | 結果、消滅、活動の終了、死を意味する                                                       |
| miss-   |           | missschriwe（スペルミス）・misslàse（読み間違い）・missverstandnis（誤解）                    | フランス語の "mé-"（中傷する、軽視する、誤用する、など）に相当する侮蔑的な意味を持つ。     |
| emp-    |           | empfàhle（勧める）・empfinde（体験する/感じる）・empfange（受け取る、歓迎する）               | 非常に珍しい。ドイツ語と同様、この不可分の助詞を持つのは3つのみ。                          |

##### 分離可能な小辞
分離可能な小辞は以下である。ここでは主に前置詞を表に書く。
| 前置詞     | 発音         | 例                                                                       | 意味                                                                                       |
| ---------- | ------------ | ------------------------------------------------------------------------ | ------------------------------------------------------------------------------------------ |
| a-, an-    | [ɔ:], [ɔ:n]  | anmache・angeh ・annàhme ・ankumme ・anschalte ・antràffe ・anstelle     | 何かの行動の開始、プロセスの開始、トリガー、オープン、近接、蓄積                           |
| ab-        | [ɔp]         | abmache・abgeh・abnàhme・abkumme・abschalte・abstelle                    | 減少、遠ざかる、止まる、反転、降下                                                         |
| bei-       | [bai]        | beisteh                                                                  | 参加、出席                                                                                 |
| dur-,      | [dur]        | durschine・durlàse・durlaife                                             | 空間的な意味で言えば貫通、通過を意味し、時間的な意味で言えば超える・時間内に・通過する等。 |
| i-, in-    | [i:], [i:n]  | inschalte・innàhme・inschlofe・instelle                                  | アクションの開始、始め、〇〇の状態に入る                                                   |
| mit-       | [met]        | mitnàhme・mitbringe・mitwirke                                            | 参加                                                                                       |
| no-, nach- | [no:], [nax] | nokumme・nolàse・nomache                                                 | ついて行く、制御・検証、模倣                                                               |
| uf-, of-   | [uf]         | uflüege・ufgeh・ufschliesse・ufsüge・ufhànge・ufwache・ufkumme・ufàsse   | 下から上への移動、開始、 設立、接触、アクションの開始、急激な効果、完了                    |
| um-        | [um]         | umstelle・umgeh・umzoge・umdràje・umkehre                                | 循環、変化（場所、国家）                                                                   |
| üs-        | [ys]         | ufmache ・ufschalte・ufstelle・ufschliesse・ufgeh                        | 失踪、閉じる、完了、出る                                                                   |
| vor-       | [fo:r]       | vorstelle・vorbringe・vordringe・vorgeh・vorha・vorkumme・vormache       | （時間が）進む、（位置が）進む、もしくは準備の意味                                         |
| wàg-, weg- | [vak], [vɛk] | wegmache・wegstelle・wegnàhme                                            | 突然の移動・動き、場所の変化、距離、失踪                                                   |
| züe-       | [tsy:a]      | züeschliesse・züenàhme・züemache ・züenàje・züewinke・züelüege・züedecke | 追加、閉鎖、正確な方向への移動                                                             |

使用例
- Stell der vor!（意味：想像する ドイツ語：sich vorstelle）
- Se steht immer uf, wu ehr Vater ins Büro kummt（意味：父が出社すると彼女は必ず立ち上がる ドイツ語:ufsteh, se lever）
- Jetze kummt mr ebbis in（意味：今、思いついた ドイツ語：inkumme, avoir une idée）
- Trotz mim Diet nehm-i an!（意味：ダイエットしているにもかかわらず、体重が増えている ドイツ語：annàhme, prendre du poids）
- Der Direktor nehmt di Suhn an（意味：ディレクターがあなたの息子を雇う ドイツ語：annàhme, embaucher）
- S'fangt an（意味：始まる ドイツ語：anfange, commencer, débuter）
- Er schaltet der Fàrnlüegappàrat ab（意味：テレビを消す ドイツ語：abschalte, éteindre un appareil）
- Dà Mann kehrt Ràchts ab（意味：この人は右折する　ドイツ語：abkehre, tourner, changer de direction）

##### 複合小辞
分離可能な小辞の中にはいくつかの小辞が合体してできるものがある。例として、位置を示す小辞（uf, ab, unter, an, ab, vorなど）は、方向を示す小辞のhin（話者から遠ざかる）やhàr / hër（話者に近づく）と複合することで方向性を示す意味も含まれるようになる。
例：ab（降下）＋hin（話者から遠ざかる）＝nabまたはawe（上アルザスで見られる屈折語）
意味：下へ下へと移動する。こうして移動を示す動詞ができ、方向性を示す意味を持つ複合小辞を加えることができる。

使用例：Er geht awe または er geht nab（彼は下へ行く）、Er gheit awe（彼は（下へ）落ちる）
hàrの複合例には、hàrとabの融合により、hërab（下アルザスに見られる）またはawe（上アルザスに見られる）ができる。
例えば、Der Vogel fliegt hërab または Der Vogel fliegt awe は「鳥が飛び降りる／鳥が飛び降りる」という意味（fliege は「飛ぶ」、awefliege または hërabfliege は「飛び降りる、飛び下がる」）になる。
hinとhàr/hërからなる小辞は、通常、移動や状態変化を表す動詞に付随し、方向を示す。これらは非常に単一であっても意味が分かるほどに正確であるため、しばしば動詞を特定しないままにしておくことができる。例えば、"er isch uf Milhüse ufegange"（彼はミュルーズへ行く）ではなく、"er isch uf Milhüse ufe"（行くという動詞の過去分詞 "gange/geh "を省略）と言う場合がある。
| 複合後 (バ＝ラン県) | 複合後 (オー＝ラン県) | 複合元      | 発音                      | 例                                                                 | 小辞の意味                                                          |
| ------------------- | --------------------- | ----------- | ------------------------- | ------------------------------------------------------------------ | ------------------------------------------------------------------- |
| ane-                | nan-                  | hin + an    | [ɔ:na]                    | anegeh・anefahre・anelüege・aneschwimme                            | 以前に、方向に、ある点（元の位置）からその先のある点まで移動する    |
| ane-                | hëran-                | her + an    | [ɔ:na]                    | anekumme                                                           | 〇〇に近づく                                                        |
| awe-                | nab-                  | hin + ab    | [ɔ:va]                    | awegeh・awefahre・awelüege・aweschwimme                            | 動く・移動する概念、下へ移動する（離れる）                          |
| awe-                | hërab-                | her + ab    | [ɔ:va]                    | awekumme                                                           | 移動・転任・往きのガイねん/近づく                                   |
| dure-               | dure-                 | hin + dur   | [du:ra]                   | duregeh・durekumme・dureschwimme                                   | 空間または時間における移動の概念                                    |
| ewàg-               | ewaj-, awäj-          | hin + weg   | [ava:k], [ava:j], [avɛ:j] | ewàggeh・ewàgbringe・ewàgwerfe                                     | 離脱・撤回、スタート・始まりの概念                                  |
| fere-               | ?                     | ?           |                           | feregeh・ferelaife                                                 | 前へ、ある方向へ、遠くへ                                            |
| heime-              | heime-                | heim + hin  | [haima]                   | heimegeh・heimekumme・heimefliege・heimefahre・heimeschwimme他多数 | 元の場所に戻る（家、出身地等）、ある方向に （例：家へ）元の位置から |
| ine-                | nin-                  | hin + in    | [i:na]                    | inegeh・inefahre・inelüege・ineschwimme                            | 移動の概念、内側の方向から離れる                                    |
| ine-                | hërin-, ine-          | her + in    | [i:na]                    | inekumme                                                           | 移動の概念、内側の方向に近づく                                      |
| ufe-                | nuf-                  | hin + uf    | [ufa]                     | ufegeh・ufefahre・ufelüege・ufeschwimme                            | 移動の概念、上から離れる                                            |
| ufe-                | hëruf-                | her + uf    | [ufa]                     | ufekumme                                                           | 移動の概念、上へ近づく                                              |
| ume-                | num-                  | hin + um    | [uma]                     | umelaife・umeschwimme                                              | 円状に移動する、ランダムな方向に向かって（近づく）                  |
| ume-                | hërum, erum           | her + um    | [uma]                     |                                                                    |                                                                     |
| untre-              | nunter-               | hin + unter | [untra]                   | untregeh                                                           | 移動の概念、下へ移動する（離れる）                                  |
| untre-              | runter-, untre-       | her + unter | [untra]                   | untrekumme                                                         | 移動の概念、下へ移動する（近づく）                                  |
| üsse-               | nüs-                  | hin + üs    | [ysa]                     | üssegeh・üssefahre・üsselüege・üsseschwimme                        | 移動の概念、外側へ移動する（離れる）                                |
| üsse-               | hërüs-, erüs-         | her + üs    | [ysa]                     | üssekumme                                                          | 移動の概念、外側へ移動する（近づく）                                |

使用例
- Morne geh'mr uf Strossburg awe（明日はストラスブールに降りる　awegeh＝降りること）

- Gang üsse ! "Sors!" (üssegeh＝出掛ける)

- Dà fremdartige Mann laift uf der Stross ume（この奇妙な男は通りを歩いている umelaife=歩く、さまよう、屯する）
- D'Rakete stigt ewer der Arde ufe （ロケットは地球の上（上方）に上昇する ufestige=（垂直に）上昇する）
- Mer bringe alle dine Sache vum erste Stock awe（私たちはあなたのものをすべて1階から降ろします awebringe=降りる、降ろす）

##### 動詞によって変わる小辞
一部の小辞は、動詞によって分離可能/不可能が変化する場合がある。しかし、あまりこのような小辞の種類は少ない。
| 小辞   | 発音    | 分離不可能な場合の意味                             | 分離可能な場合の意味                   |
| ------ | ------- | -------------------------------------------------- | -------------------------------------- |
| dur-   | [du:r]  | 探し回る、掘り起こす、横切るといった動き           | 通過・貫通する概念（空間的、時間的）   |
| um-    | [um]    | 迂回、回避、貪食                                   | 空間感覚(周囲、方向転換など)           |
| ewer-  | [ev'r]  | 攻撃する、伝える、空を飛ぶといった動き             | 空間感覚：上                           |
| unter- | [unt'r] | 署名、服従、抑える、中断する、検討するといった動き | 指向性および空間：下                   |
| weder- | [wed'r] | 実現、完了、罰則の執行                             | 更新、繰り返し（またもう一度点灯する） |

### 助動詞

#### tüen/düen
tüen/düenは実質的にドイツのtunと同意義である（ウィクショナリーを参照）。
初期新高ドイツ語期に発達した助動詞であるtunは「以前には反復ないしは継続する行為を表していたが、1700年以降は民衆語、口語的な用法となった。南ドイツでは現在でもtun~~＋不定詞はつかわれる」とされているがアルザス語においてもそれは使われている。
現在標準のドイツ語において助動詞と言えるtunの用法として動詞の不定詞を前域においてテーマ化することができる以下のような例文を出すと
「singen tut sie gern」（彼女は歌うことが好きです）
アルザス語においてもtüetを使用した文は発見することができる。
ただし、アルザス語においてのtüen/düenの二つの言葉の機能について十分な記述はされていない。
まずは幾つかの書籍に見られるtüen/düenの二つの語形について書く。
アルザス語を使用する地域の東に隣接するバイエルン＝オーストリア方言を使用する地域を含め上部ドイツ語諸方言は一般に無声子音[ p ]、[ t ]、   [ k ]は弱い呼気圧で、調音器官が緩んだまま出される子音（軟音）であるとされる。そしてそれを表記するために二通りの方法が存在し、一方は 標準ドイツ語を意識したTag、もう一方は音声の特徴を強調したDàjである。しかしDàjの表記は一般的ではない。また柴崎隆は論文において書籍を用いて調べた結果、語頭音がt-だったのは11例、d-だったのは7例としている。
用法辞典における記述だが、tüen/düenの迂言的用法に関しては詳細な言及はない。著書においてはにおいては例文においてtutをdudとして書いていた（例文1：Wesche dud’（tut）s． 例文2:Ghèèrt han i s schò,aber glaube duen（dt.tue） i s nit）。
ではこれらの効果であるが、以下のようなものである。
1. 行為（本動詞）の強調
2. 一般的ではない語形の忌避
3. 語順変更を可能とするため
4. 接続法の形成
5. 動詞とそれに付随する単語の複雑な、即ち発音しにくい連続を簡素化する機能
6. とっさの発話において、話のリズムを整える機能

これらにおいて殆どの書籍に共通する点が動詞の強調であった。
そして、2と5の違いであるが、いずれにせよ「直接法・単数・現在においてä＞iへの交代を伴うもの、より正確には活用（動詞の人称変化）において煩雑あるいは曖昧な形態を避けるために助動詞tüen/düenを用いる」という点が2例ともに共通している。簡単に言えば「形態的な曖昧さをtüen/düenを用いて減らす」という点である。

## 言語事情
- フィリップス（宇京頼三訳）『アルザスの言語戦争』

白水社 2010年5月　ISBN 978-4-560-08077-1